# 근접장 주사 현미경
근접장 주사 현미경(Near-field scanning optical microscopy, NSOM 또는 SNOM)은 나노 구조 연구를 위한 현미경이다. 그것은 비접촉식 퍼필드의 해상 한계를 돌파하는 것이다. 레이저 광이 파장보다 작은 직경의 어퍼처 스톱에 집속된다. 이 반토막 에센스 광이 정보면으로 입사한다.